# 도독령
도독령(都督令)은 카피타냐 헤네랄(스페인어: Capitanía General)의 역어이며, 스페인령 아메리카와 스페인령 필리핀에서 부왕령(viceroyalty)의 하부 단위이며, 외세의 침공이나 토착민의 공격으로 위험에 처한 지역에 설치되었다. 도독령은 도독(스페인어: Capitán General)이 통치하였는데, 도독은 기본적으로 육군 장교이며 전권위원으로서 권력과 권위를 가졌다. 몇몇 도독령은, 예를 들면 베네수엘라와 과테말라, 칠레의 도독령은 결국 더 나은 행정 목적을 위해 그들을 관할하던 부왕령에서 분리해 나갔다.
도독은 부왕(副王, viceroy)에게 이름뿐인 관할을 받고 있었으나, 실제로는 독립이나 다름없었다. 왜냐하면 도독의 특별한 군사적 기능을 가지는 한편 도독령이 부왕령의 수도로부터 꽤 멀리 떨어져 있었고, 마드리드에 있는, 에스파냐 왕과 서인도제도 평의회는 직접적인 관계를 가지고 있었기 때문이다.

## 도독령
- 푸에르토 리코 (1509년)
- 산토도밍고 (1540년) : 원래 스페인이 히스파니올라섬을 전부 통치했다가 밀수를 방지하기 위해 섬 서부를 황폐화시킨 후 프랑스에 섬의 서부를 빼았겨, 잔여지는 오늘날의 도미니카 공화국이 되었다. 프랑스에 뺐긴 곳은 오늘날의 아이티이다.
- 칠레 (1541년) : 원래 페루 부왕령의 일부였다가 1790년대 말에 아라우코 전쟁으로 말미암아 도독령이 되었다.
- 과테말라 (1560년)
- 유카탄(1564년) : 유카탄을 비롯한 캄페체와 킨타나로오를 포함한다. 1786년에 인텐덴시아(intendencia)이 되었다.
- 필리핀 (1565년)
- 그라나다 (1563년) : 1717년 부왕령으로 승격.
- 쿠바 (1764년) : 1763년 프랑스로부터 취득한 루이지애나 준주를 포함한다. 누에바에스파냐로부터 분리하였다가 나중에 멕시코처럼 독립하였다.
- 베네수엘라 (1777년 누에바 스페인 부왕령으로부터 분리하였다)

## 같이 보기
- 브라질의 카피탄(capitan)